# 貝里學院

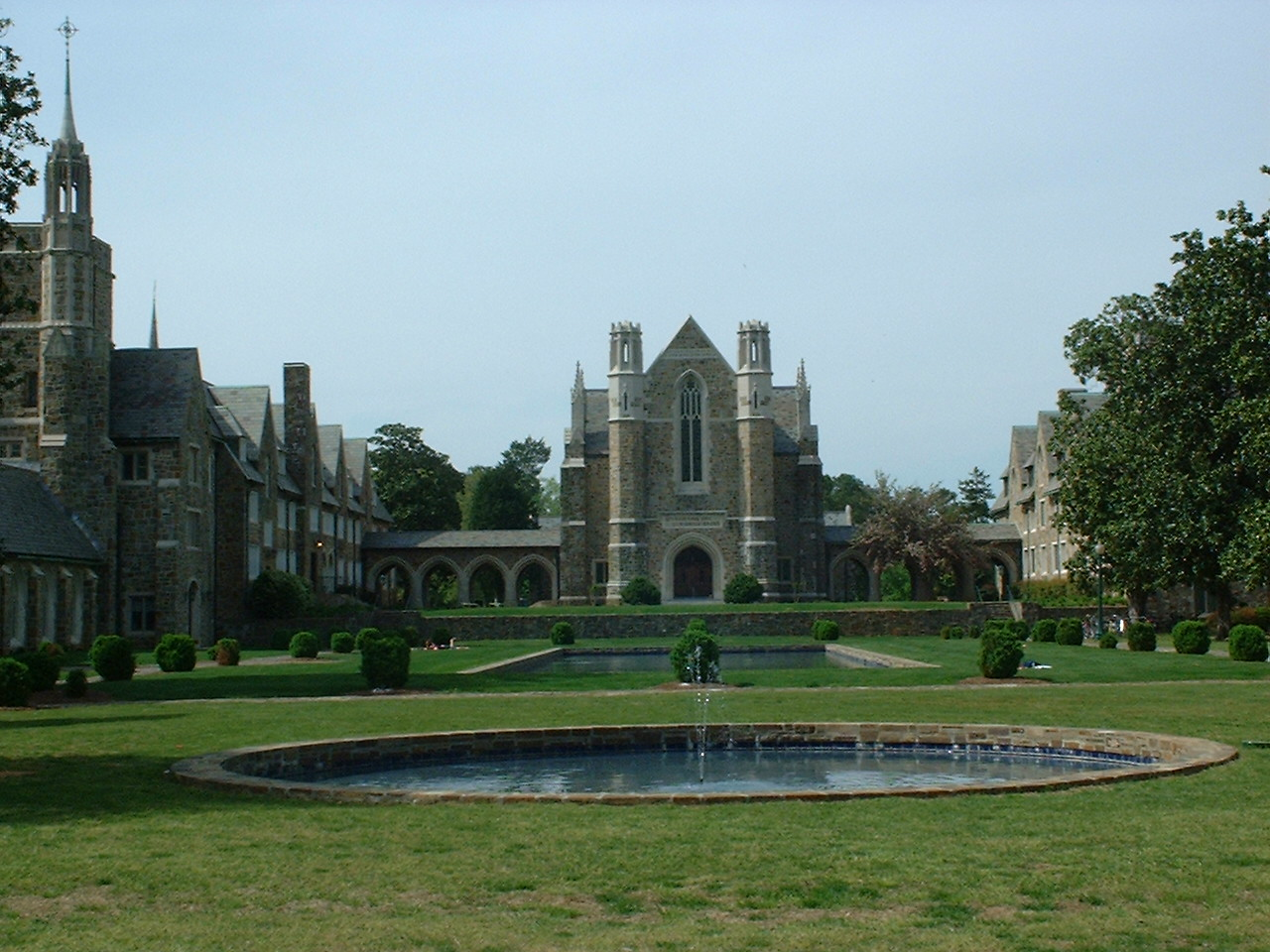
Ford Dining Hall

貝里學院（Berry College）是位于美國喬治亞州弗洛伊德縣貝里山（Mount Berry）地區的一所私立四年制文理學院，距離縣治羅馬不遠。它于1902年由美國教育家瑪莎·貝里（Martha Berry）創立。其校園面積達27,000英畝（110平方），是世界上最大的連續成片的大學校區之一。《美國新聞與世界報道》將其列在南部地區大學排名中的第8位。

## 外部連接
- 官方网站
- Berry College Athletics website （页面存档备份，存于）
- Berry College （页面存档备份，存于） historical marker
- Berry Schools' Old Mill （页面存档备份，存于） historical marker
- Original Cabin （页面存档备份，存于） historical marker